# Habranthus gracilifolius
Habranthus gracilifolius ("azucenita")  es una especie de planta herbácea, perenne y bulbosa perteneciente a la familia de las Amarilidáceas.

## Distribución
Es una planta ornamental, pequeña, de flores rosas. Es endémica en las zonas ribereñas de ríos en la provincia de Buenos Aires y en Uruguay.

## Descripción
Tiene hojas acintadas; flores parecidas a pequeñas azucenas rosadas o blanquecinas, 6 tépalos, sin perfume, solas o de a pares sobre el extremo de escapos de 15-30 cm de altura. El fruto es una cápsula, con muchas semillas oscuras, planas.
Prefiere suelos arenosos, florece en verano,  después de una lluvia, produciendo una bellísima impresión donde  abunda. Al momento de florecer, carece de hojas; que crecen en otoño, cuando las flores ya han desaparecido.
Es atractiva para abejas, mariposas, aves.
Se propaga por división de bulbos.

## Taxonomía
Habranthus gracilifolius fue descrita por Herb. y publicado en Botanical Magazine 51: t. 2464, en el año 1824.
Etimología
Habranthus: nombre genérico que deriva de las palabras griegas: ἀβρος habros para  "tierno", "agradable" o "pequeño" y ἄνθος anthos para "flor".
gracilifolius: epíteto latino que significa "de hojas delgadas".
Sinonimia
- Amaryllis gracilifolia (Herb.) Schult. & Schult.f. in J.J.Roemer & J.A.Schultes, Syst. Veg. 7: 813. 1830.
- Hippeastrum gracilifolium (Herb.) Baker, J. Bot. 16: 82. 1878.
- Zephyranthes gracilifolia (Herb.) G.Nicholson, Ill. Dict. Gard. 2: 107. 1885.
- Amaryllis gracilis Spreng., Syst. Veg. 4(2): 133. 1827.
- Habranthus boothianus Herb., Amaryllidaceae: 424. 1837.
- Habranthus gracilifolius var. boothianus Herb., Amaryllidaceae: 165. 1837.
- Zephyranthes gracilifolia var. bijou E.Holmb., Anales Mus. Nac. Buenos Aires, III, 2: 78. 1903.
- Zephyranthes gracilifolia var. bulula E.Holmb., Anales Mus. Nac. Buenos Aires, III, 2: 78. 1903.[4]